# ديزموند تشوو
ديزموند تشوو هو سياسي سنغافوري، ولد في 1977 في سنغافورة. نشط حزبياً في حزب العمل الشعبي. وقد انتخب عضو مجلس الشعب السنغافوري ‏ عن دائرة Tampines Group Representation Constituency ‏ وقد انضم خلال فترته النيابية ‏ للكتلة البرلمانية حزب العمل الشعبي.